# Micropeza flava
Micropeza flava är en tvåvingeart som först beskrevs av Willi Hennig 1936.  Micropeza flava ingår i släktet Micropeza och familjen skridflugor.
Artens utbredningsområde är Peru. Inga underarter finns listade i Catalogue of Life.